# 4 (album)
4 je četvrti studijski album američke pevačice Bijonse. Objavljen je 24.juna 2011. godine, u okviru izdavačkih kuća Parkwood Entertainment i Columbia Records. Nakon pauze u karijeri koja je raspirila njenu kreativnost, Bijonse je bila inspirisana da stvori album sa osnovom u tradicionalnom ritma i bluza koji je stajao pored popularne muzike.
Prekid profesionalne veze sa ocem i menadžerom Matjuom Noulsom, Bijonse izbegava muziku svojih prethodnih izdanja u korist intimnom, ličnom albumu. U tekstu "4" albuma ističu se monogamija, žensko osnaživanje i odraz. Album je pohvaljen od strane kritičara za fuziju različitih žanrova i za Bijonsine vokale. Za pesmu "Love on Top", Bijonse je osvojila Gremi nagradu za najbolji tradicionalni R&B nastup. Do decembra 2015, "4" je prodat u 3.3 miliona kopija širom sveta i 1.5 miliona kopija u Americi.

### Lista pesama:
1. "1+1"
2. "I Care"
3. "I Miss You"
4. "Best Thing I Never Had"
5. "Party"(feat. André 3000)
6. "Rather Die Young"
7. "Start Over"
8. "Love on Top"
9. "Contdown"
10. "End of Time"
11. "I Was Here"
12. "Run the World(Girls)"